# Nikita Ducarroz
Nikita Ducarroz (* 12. August 1996 in Nizza, Frankreich) ist eine schweizerisch-US-amerikanische BMX-Radsportlerin. Sie wuchs in den Vereinigten Staaten auf und bestritt seit ihrer Jugend Wettbewerbe im BMX-Freestyle. 2021 gewann sie die Bronzemedaille bei der olympischen Premiere der Disziplin und wurde wie auch im Folgejahr Vizeweltmeisterin.

## Laufbahn

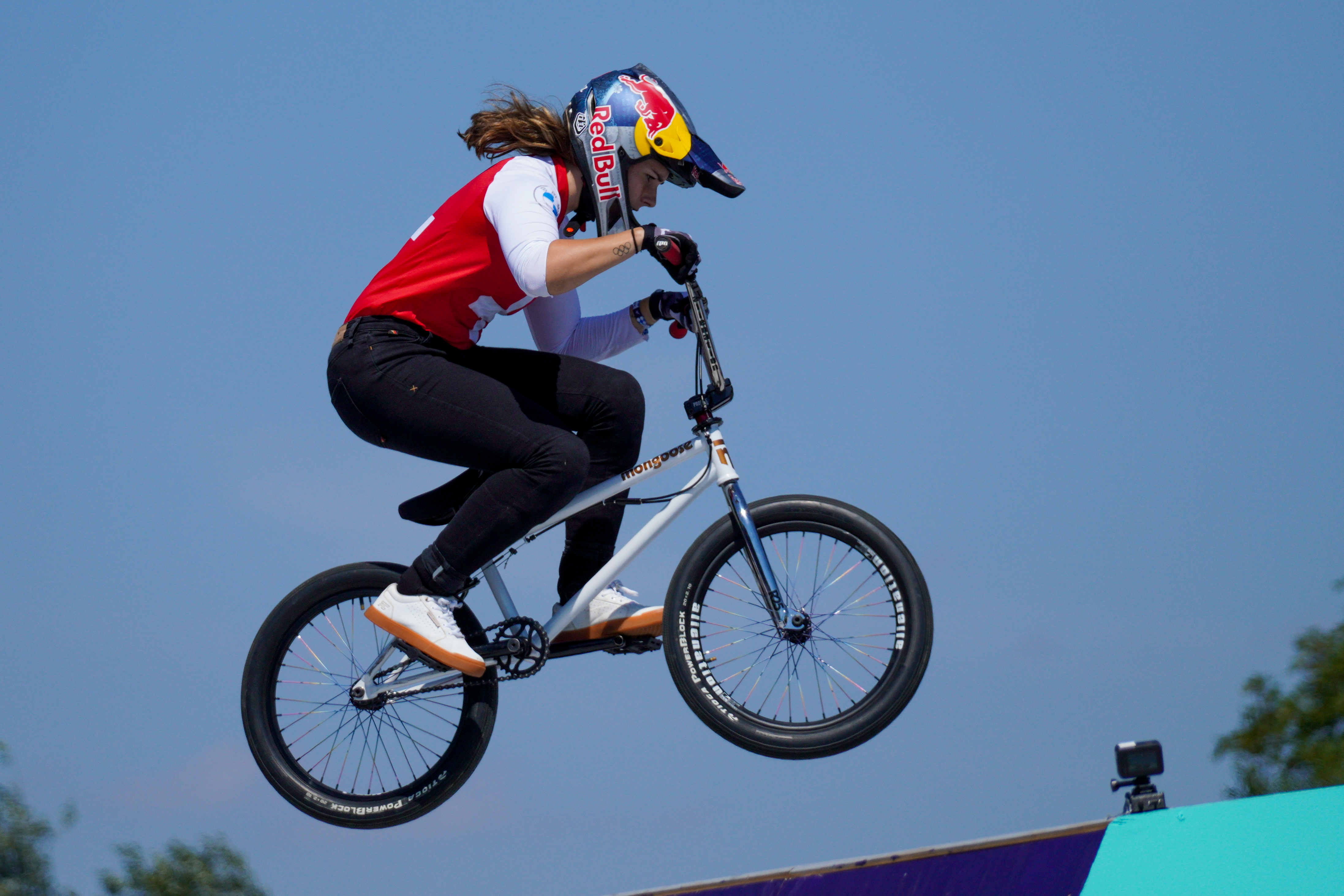
Ducarroz bei den BMX-Freestyle-Europameisterschaften 2022

Ducarroz ist die Tochter eines Schweizers und einer US-Amerikanerin. Sie besitzt sowohl die Schweizer als auch die US-amerikanische Staatsangehörigkeit und wuchs mit zwei jüngeren Brüdern im kalifornischen Glen Ellen auf. Im Alter von 14 Jahren stiess sie über YouTube-Videos auf die Sportart BMX-Freestyle, die sie zunächst im eigenen Hinterhof, später in einem Bike- und Skatepark in Santa Rosa trainierte. Innerhalb weniger Jahre etablierte sie sich mit erfolgreichen Wettkampfteilnahmen in der kalifornischen Freestyle-Szene und fand Sponsoren wie etwa ab 2016 die Radmarke Mongoose, die Ducarroz auch bei der Produktion von BMX-Videos unterstützte.
In der zweiten Hälfte der 2010er Jahre übernahm der Radsport-Weltverband UCI die Organisation von internationalen Freestyle-Wettkämpfen und richtete unter anderem Weltcups und Weltmeisterschaften aus. 2017 wurde die Aufnahme der Disziplin ins olympische Programm für die Spiele 2020 in Tokio beschlossen. Ducarroz erzielte regelmässig vordere Platzierungen bei den UCI-Wettbewerben: 2016 (noch mit amerikanischer Nationalität), 2017, 2018 und erneut 2022 zählte sie jeweils zu den ersten Drei der Weltcupgesamtwertung, wobei sie in sieben Läufen auf dem Podium platziert war. 2019 erreichte sie als bis dahin bestes WM-Ergebnis einen fünften Rang im Park-Wettbewerb in Chengdu. Sie trat bei diesen Wettkämpfen für die Schweiz an, was sie unter anderem mit der grösseren Zahl an erfolgreichen Freestylerinnen aus den USA begründete: Die WM-Titel zwischen 2017 und 2021 sicherten sich mit Hannah Roberts und Perris Benegas jeweils Amerikanerinnen. In der Vorbereitung auf die Olympischen Spiele in Tokio trainierten Ducarroz, Roberts und Benegas zwischenzeitlich gemeinsam in einem Sportkomplex in Holly Springs, North Carolina. Die vom Niederländer Daniel Wedemeijer betreute Ducarroz war Anfang 2020 an die US-Ostküste gezogen, um während der COVID-19-Pandemie – wegen der die Freestyle-Olympiapremiere um ein Jahr auf 2021 verschoben wurde – weiterhin unter guten Bedingungen trainieren zu können.
Im Juni 2021 wurde die seit Ende 2020 von Red Bull gesponserte Ducarroz in Montpellier hinter Hannah Roberts Vizeweltmeisterin. Bei den Olympischen Spielen in Tokio belegte sie sowohl im Vorlauf als auch im Final den dritten Rang und gewann damit hinter der Britin Charlotte Worthington und Roberts die Bronzemedaille. Mit der in ihrem ersten Finallauf erreichten Wertung von 89,2 Punkten hatte sie im Endklassement 0,7 Punkte Vorsprung auf die viertplatzierte Perris Benegas. Ducarroz schloss die Saison im November mit einem Sieg bei den Europameisterschaften in Moskau ab, wo sie vor Lara Lessmann triumphierte. Ein Jahr später in München stürzte sie in beiden EM-Finalläufen und belegte den fünften Rang, gewann dafür aber im November 2022 in Abu Dhabi eine weitere Silbermedaille bei den Weltmeisterschaften, erneut hinter der Titelverteidigerin Hannah Roberts.
Bei den BMX-Freestyle-Europameisterschaften 2023 belegte Ducarroz den vierten Platz, in den Weltmeisterschaften 2023 verpasste sie mit dem 13. Platz knapp das Finale. Über die Olympische Qualifikationsserie 2024 konnte sie sich einen Platz bei den Olympischen Spielen 2024 sichern, wo sie als zehnte von zwölf Fahrerinnen in der Qualifikation ausschied.

## Persönliches
In ihrer Kindheit spielte Ducarroz Fussball, hörte aber wegen einer mit Panikattacken verbundenen sozialen Angststörung mit dem Sport auf und zog sich insgesamt aus dem sozialen Leben zurück. Ihren High-School-Abschluss machte sie online mit California Virtual Academies. In Interviews erklärte sie, ihre als Jugendliche entdeckte Leidenschaft für BMX-Freestyle habe ihrer psychischen Gesundheit geholfen, zudem arbeite sie mittlerweile mit einem Sportpsychologen zusammen. Mit einem Freund führt sie zu diesem Thema eine Instagram-Seite.

## Erfolge
2019
 Schweizer Meisterin – BMX-Freestyle Park
2021
 Weltmeisterschaften – BMX-Freestyle Park
 Olympische Spiele – BMX-Freestyle
 Schweizer Meisterin – BMX-Freestyle Park
 Europameisterin – BMX-Freestyle Park
2022
 Schweizer Meisterin – BMX-Freestyle Park
 Weltmeisterschaften – BMX-Freestyle Park
2023
 Schweizer Meisterin – BMX-Freestyle Park
2024
 Europameisterschaften – BMX-Freestyle Park